# Psiloptera pertyi
Psiloptera pertyi es una especie de escarabajo barrenador metálico del género Psiloptera, categorizada en la tribu Dicercini, de la subfamilia Chrysochroinae. Fue descrita científicamente por Laporte & Gory en 1836.

## Descripción
Los machos tienen una longitud de 22-29 milímetros, las hembras de 23-34 milímetros.

## Distribución
Se distribuye por Brasil.